# Jaroslav Bouček
Jaroslav Bouček, né le 13 décembre 1912 à Černošice en Autriche-Hongrie et mort le 10 octobre 1987 à Prague en Tchécoslovaquie est un footballeur tchécoslovaque. Il évolue durant sa carrière au poste de défenseur.

## Palmarès
- Vainqueur de la Coupe Mitropa : 1935
- Champion de Tchécoslovaquie : 1936 et 1938

## Carrière internationale
- A participé à la Coupe du monde de 1934.
- A participé à la Coupe du monde de 1938.
- International tchécoslovaque.